# Truth Social
Truth Social (estilizado como TRUTH Social) es una red social lanzada por Trump Media & Technology Group (TMTG), una empresa estadounidense de medios y tecnología cuya mayoría es propiedad del presidente de Estados Unidos, Donald Trump. Ha sido calificada como un «clon de Twitter» que compite con Parler, Gab y Mastodon en su intento de ofrecer una alternativa a Facebook y Twitter. Truth Social utiliza a Mastodon como su backend.
El código fuente de la red social fue declarado originalmente software propietario (de jure), sin embargo, (de facto) este en realidad es una instancia de Mastodon, inicialmente sin acreditar su código fuente original, el cual tiene por licencia la Licencia AGPLv3 y en su lugar solo fue declarado como Truth Social (Mastodon) código abierto.
Tuvo un lanzamiento de prueba limitado en la Apple App Store en noviembre de 2021, y el 21 de febrero de 2022 fue su lanzamiento público en la misma tienda. Desde mediados de 2022, la Truth Social ha enfrentado problemas financieros y regulatorios. La aplicación inicialmente no estaba disponible en Google Play debido a violaciones de las políticas de Google que prohíben contenido con amenazas físicas e incitación a la violencia, pero fue aprobada para Google Play en octubre de 2022 tras aceptar hacer cumplir dichas normativas.
Al 6 de marzo de 2023, estaba clasificada en el puesto número 101 en el ranking de aplicaciones de redes sociales de la App Store de Apple, y SimilarWeb clasificó su sitio web en el puesto número 203 en su categoría de «editores de noticias y medios», por detrás de Gab en el puesto número 154, pero por delante de Parler en el puesto número 1052. Trump estimó en una divulgación financiera personal de abril de 2023 que el valor del sitio oscilaba entre $5 millones y $25 millones.
Digital World Acquisition Corporation (DWAC), la empresa de adquisición con propósito especial formada para financiar la empresa matriz de Truth Social, TMTG, y hacerla pública, reveló en octubre de 2023 que estaba reembolsando a los inversores los $1000 millones que había recaudado para TMTG.[19] Una divulgación financiera de noviembre de 2023 por parte de DWAC indicó que Truth Social había acumulado una pérdida de al menos $31.5 millones desde su creación. En marzo de 2024, los accionistas de DWAC votaron a favor de fusionarse con TMTG, y la empresa fusionada comenzó a cotizar en NASDAQ bajo el símbolo bursátil DJT.
En mayo de 2024, el informe regulatorio de TMTG para el primer trimestre de 2024 reportó pérdidas de $327.6 millones, en gran parte debido a la salida a bolsa de la empresa, y $770 000 en ingresos.

## Características
La aplicación tuvo un lanzamiento de prueba limitado en Apple App Store en noviembre de 2021, posteriormente con un lanzamiento público en la misma tienda el 21 de febrero de 2022. Más tarde tuvo su lanzamiento en la Google Play Store.
El código fuente de la red social inicialmente se interpretó como software propietario (de jure), sin embargo, (de facto) se descubrió este en realidad es una bifurcación (fork) de Mastodon, pero sin acreditar su código fuente original, no siendo posteriormente que declaró en su sitio web que utiliza código abierto proveniente de la red social descentralizada.

## Historia y trasfondo
El actual presidente de Estados Unidos Donald Trump despertó expectativas cuando anunció que quería construir una plataforma de medios de comunicación social nueva después de que fueran bloqueados sus perfiles en Facebook y Twitter en 2021, justo después del evento del asalto al Capitolio de los Estados Unidos de 2021.
El 20 de octubre de 2021, Donald Trump explicó a los medios de comunicación que Trump Media & Technology Group presentaría una nueva plataforma, la cual estaría en fase beta en noviembre de 2021. Horas más tarde, se filtró una dirección URL a través de varios sitios web que permitía dar de alta a usuarios y utilizar la plataforma. Los usuarios empezaron a hacer troleo en el sitio web, creando cuentas de parodia, y publicando contenido humorístico y cómico. La dirección, tiempo después, fue desactivada.
El anuncio de la plataforma de medios de comunicación social seguiría a lo largo del 20 de octubre de 2021, con la fusión de Trump Media & Technology Group y Digital World Acquisition Corp, con el propósito de reforzar su lanzamiento de la red social de Trump. La fusión valoraría el Trump Media & Technology Group en 875 millones de dólares el día 21 de octubre de 2021. Así el 21 de octubre de 2021, las participaciones de Digital World Acquisition Corporation ascenderían un 400 % justo después del anuncio de Truth Social. La compraventa de stock de la empresa fue detenida múltiples veces debido a su volatilidad.

## Lanzamiento
El 21 de febrero de 2022, se lanzó oficialmente Truth Social a través de App Store, siendo exclusiva para dispositivos iPhone solamente en Estados Unidos. Sin embargo se ha podido confirmar que el servicio también está disponible para direcciones IP de Canadá. La aplicación no estuvo disponible en dispositivos Android hasta el 12 de octubre de 2022, cuando se anunció que la aplicación estaría disponible a través de Google Play, llegando a un acuerdo con Google en el cual la aplicación garantizaría la eliminación de los mensajes que incitan a la violencia.
Todos aquellos navegantes que lleguen al sitio desde direcciones IP provenientes de otras nacionalidades, serán recibicos con el mensaje «Access denied. This website is using a security service to protect itself from online attacks. Error number 1020» seguido de una ID de seguimiento digital, la dirección IP del navegante, fecha y hora UTC del acceso, así como también la información brindada por el navegador: nombre del navegador, versión del browser y sistema operativo, lo que conocemos como información del User-Agent. Sin embargo, este bloqueo fue retirado posteriormente, permitiendo a usuarios de otras regiones del mundo acceder a la plataforma (exceptuando la disponibilidad de la aplicación en Play Store).

## Condiciones de servicio
Cuando la empresa fue anunciada en octubre de 2021, la empresa dijo, a sus condiciones de servicio, ⁣ que no sería legalmente responsable del «contenido, precisión, ofensas, opiniones o fiabilidad» de cualquier cosa que los usuarios pudieran publicar en el sitio. Algunos comentaristas notaron que esta autoinmunidad se basaba en la Sección 230 de la Ley de Decencia de Comunicaciones, una ley a la que Trump se opuso firmemente durante su presidencia.
Las condiciones del servicio añaden, además, que los usuarios tendrían prohibido «menospreciar, entallar o perjudicar, en nuestra opinión, a nosotros y/o al sitio». Truth Social dijo tener derecho a «suspender o cancelar tu cuenta» y también «emprender las acciones legales correspondientes».

## Empresa y finanzas
El 20 de octubre de 2021, la special-purpose acquisition company (SPAC) Digital World Acquisition Corp. (DWAC) anunció una fusión con Trump Media & Technology Group. La fusión valoró el Trump Media & Technology Group en 875 millones de dólares, el 21 de octubre de 2021. El 21 de octubre de 2021, las acciones de DWAC aumentaron un 400 %, de 10 a 45.50 dólares, tras el anuncio de Truth Social. Al día siguiente, el precio de las acciones aumentó en un factor adicional de dos. El comercio de las acciones de la compañía se detuvo varias veces debido a su volatilidad. La subida del precio de las acciones se consideró similar a la presión corta de GameStop a principios de ese año. Los SPAC se estructuran de forma que primero venden acciones al público y después recaudan fondos de inversores para adquirir posteriormente una empresa privada, cuya identidad no pueden conocer de antemano a los inversores. Algunos inversores se sorprendieron al saber que su dinero de inversión se estaba utilizando para financiar una empresa de Trump. Los SPAC han tenido desde hace tiempo una reputación cuestionable porque pueden dar a las empresas acceso a mercados públicos que de otra forma sería difícil, debido a un historial pobre o inexistente.
La empresa solicitó marcas comerciales con el nombre «Truth Social» y otros términos como «truthing», «retruth» y «publicar una verdad».

## Tecnología
Truth Social utiliza una versión del código libre del servicio de red social Mastodon, que es típicamente utilizado para conectar una constelación amplia de páginas web y redes sociales conocida como Fediverso. Sin embargo, la verdad Truth Social hace una versión en la que se han eliminado ciertas características, como las encuestas o la posibilidad de configurar la visibilidad de las publicaciones. El código fuente de Mastodon está publicado bajo la Licencia AGPLv3, que requiere que se publique el código derivado y se haga disponible. Pero Truth Social, en cambio, mantiene su código con licencia restrictiva y propietaria, afirmando que son propietarios, lo que según Eugen Rochko el fundador y desarrollador de Mastodon «sería un problema, ya que supondría una violación de la licencia original».
El diseño visual y funcional de la plataforma está fuertemente inspirado en Twitter. Los usuarios pueden realizar publicaciones (llamadas «Truths») y compartir las publicaciones de otros usuarios («Re-Truths»). La plataforma también presenta un agregador, llamado «Truth Feed», así como un sistema de notificación.

## Recepción
El periodista de la BBC James Clayton declaró que la plataforma podría ser una versión más exitosa que otras hechas en nuevas tecnologías y plataformas como Parler y Gab, y que sería un buen intento de Trump por obtener un «megáfono» propio como había tenido antes con otras redes sociales. Chris Cillizza de la CNN escribió que la plataforma estaba condenada al fracaso.
The Irish Times destacó el parecido entre el nombre de Truth Social (en español «la verdad social») y el diario ruso Pravda (en español «la verdad»), que había sido el antiguo diario oficial del Partido Comunista de la Unión Soviética. Noé Berlatsky escribió en The Independent que la nueva red social de Trump podría ser una amenaza potencial contra la democracia.
Rolling Stone observó que aunque Truth Social prometía ser una red social y plataforma abierta y libre, en realidad en sus términos de servicio incluía una cláusula que declaraba que los usuarios no podían despreciar el mismo sitio web.
El CEO de Gettr, Jason Miller, exasesor de Trump, elogió a Truth Social, y dijo que Truth Social causaría «aún más pérdidas de mercado» en Facebook y Twitter para «perder aún más participación de mercado».
Según el medio alemán Deutsche Welle, Truth Social es utilizada por fanáticos del movimiento conspirativo QAnon los cuales expresan públicamente su teoría de la relación de personalidades del Partido Demócrata estadounidense como Hillary Clinton con una red de satanismo y pedofilia.